# 尚太烈
尚太烈（1767年1月26日（乾隆三十二年十二月七日）—1817年2月8日（嘉慶二十一年十二月二十三日）），和名讀谷山王子朝英，原名讀谷山王子朝敕，琉球國第二尚氏王朝攝政。讀谷山御殿二世。《中山世譜》作尚大烈。
尚太烈是尚和（讀谷山王子朝憲）之子，也是尚穆王之孫。歷任系圖奉行、寺社奉行、大與奉行、宗門改奉行等職。
嘉慶八年十一月初六日（1803年12月19日），就任攝政。嘉慶十一年（1806年），尚灝王即位後，他以謝恩正使的身份，與馬應昌（小祿親方良和）一起上江戶，翌年歸國。嘉慶二十一年十二月二十三日（1816年2月8日）卒。
尚太烈也是琉球三十六歌仙中的一人。